# Synode von Quierzy
Als  Synode von Quierzy  bezeichnet man kirchliche Versammlungen, die im 8. und 9. Jahrhundert im räumlichen Zusammenhang mit der Königspfalz Quierzy stattfanden. Dabei wurden die wichtigen sakralen Handlungen (z. B. Bischofsweihen) im benachbarten Brétigny abgehalten, da die Pfalz Quierzy keine geeigneten geweihten Räume zur Verfügung hatte.
Sieben Synoden von Quierzy sind bekannt:
1. Im Frühjahr 754 suchte Papst Stephan II. den fränkischen König Pippin den Jüngeren auf, um ihn um Hilfe gegen die Langobarden zu bitten. Ein Teil des Treffens fand in Quierzy statt, wobei der Papst im Kloster Brétigny wohnte, wo er auch eine Synode abhielt. Im Zusammenhang mit dieser Synode übernahm der König für die Kirche des Frankenreichs die römische Liturgie statt der bisherigen gallikanischen.
2. Im September 838 fand in Quierzy eine Synode statt, auf der einige der Texte des Amalarius, der zu dieser Zeit Erzbischof von Lyon für den abgesetzten Agobard war, als Irrlehre verurteilt werden. Zudem werden die Mönche der Abtei Saint-Calais im Bistum Le Mans, die fälschlicherweise behaupten, vom Bischof vertrieben worden zu sein, zurück in ihr Kloster geschickt.
3. Auf der Synode von Frühjahr 849 wurde das bereits zuvor gefällte Urteil gegen Gottschalk von Orbais und seine Interpretation der augustinischen Prädestinationslehre bestätigt. Er wurde der Priesterwürden entkleidet und zu lebenslanger Haft in die Abtei Hautvillers gebracht.
4. Im Frühjahr 853 befasste sich eine weitere Synode mit Gottschalk von Orbais und seiner Lehre. Hier werden die Dekrete des Erzbischofs Hinkmar von Reims zur Prädestinationslehre veröffentlicht.
5. Die Synode vom 14. Februar 857 hatte zum Ziel, die herrschende Unordnung im Westfrankenreich zu beseitigen, vor allem den Übergriffen des Adels auf den kirchlichen Besitz ein Ende zu machen.
6. Die Synode vom 25. November 858 war eine Zusammenkunft der westfränkischen Bischöfe, die während der Invasion Ludwigs des Deutschen loyal zu Karl dem Kahlen standen, und dies mit einem Protestschreiben an den ostfränkischen König bekräftigen.